# هیه (تگزاس)
هیه، تگزاس(به انگلیسی: Hye, Texas) شهری در ایالت تگزاس از ایالات جنوبی ایالات متحده آمریکا است.